# هوقل إيداهو
هوقل إيداهو (الاسم العلمي: Spermophilus brunneus) (بالإنجليزية: Idaho Ground Squirrel)‏ هو نوع من الحيوانات يتبع جنس الهوقل من فصيلة سنجابية.